# Sedang
 (mai 2015).
Pour l’article homonyme, voir Sedang (langue).
Les Sedang (en vietnamien : Người Xơ Đăng ou Xê Đăng) sont une des 53 ethnies minoritaires du Viêt Nam mais leur aire d'habitat s'étend aussi au Laos et au Cambodge. L'appellation de Sedang-Moï que l'on trouve souvent - même dans les références au travail de Georges Devereux dont ce fut le premier travail ethnologique - est impropre. Le mot moï est une francisation du vietnamien mọi et peut se traduire par barbare - sauvage. Leurs autodénominations sont Södang, et Hdang, Kmrâng, To-drá, Ca-dong, Monâm, Châu, Ta Trê, Ha-lang pour les groupes locaux. Les travaux vietnamiens actuels les concernant écrivent généralement Xơ Đăng. Ils sont animistes. En 1999, ils étaient 127 148 au Vietnam.

## Le roi des Sedang
En 1888, Auguste-Jean-Baptiste-Marie-Charles David, un aventurier français, gagne l'Indochine française. Il s'installe à 150 kilomètres au sud de Hué et parvient à unifier certaines tribus Sedang en confédération. Auto-proclamé roi sous le nom de Marie Ier, il passe commande à un tailleur de Hanoï de 1 000 costumes pour les soldats de son armée. Il nomme Premier ministre un de ses compagnons du nom de Mercural qui reçoit le titre de marquis de Henonï. Il fait imprimer des timbres libellés "Deh Sedang" et fait battre des médailles.
Démasqué par l'explorateur Pavie, Marie Ier se retira d'abord à Hong Kong, où il joua au souverain, écrivant à son "cousin" le président de la République française.
Venu en Belgique, il conféra le titre de duc et de "Séphyr" à un financier qu'il dupa. Il fut marié plusieurs fois. Il finit par mourir sans gloire à Singapour.